# Орден Святой Екатерины
Орден Святой Великомученицы Екатерины (или орден Освобождения) — орден Российской империи для награждения великих княгинь и дам высшего света, фактически второй по старшинству в иерархии орденов Российской империи с 1714 по 1917 год.
Имел две степени: «большой крест» — для особ царской (королевской) крови, высших чинов придворных дам, жён особо отличившихся военных и чиновников; «малый крест», или кавалерственный — для лиц женского пола из высшего дворянского сословия и жён отличившихся военных и чиновников, состоящих, как правило, в 1-м или 2-м классе Табели о рангах, а также военных, имеющих звание генерал-адъютанта. Награждённые именовались соответственно «дамами большого креста» и «кавалерственными дамами».
Известен также единичный случай награждения этим женским орденом мужчины (см. ниже).
Всего за 200 лет существования орден был выдан 734 раза.

## История
В 1713 году Пётр I в честь достойного поведения своей супруги Екатерины Алексеевны во время неудачного для него Прутского похода 1711 года учредил орден по имени мученицы Святой Екатерины. Первоначально он назывался орденом Освобождения и предназначался только Екатерине. В том походе русская армия была окружена турецким войском, и Екатерина, по легенде, пожертвовала все свои драгоценности на подкуп турецкого командующего Мехмед-паши, в результате чего русские смогли заключить перемирие и вырваться. Екатерина Алексеевна получила знаки из рук государя 24 ноября 1714 года. Как написано в «Гистории Свейской войны», Пётр I:
… сам наложил на ея величество новоучиненную кавалерию ордина Святыя Екатерины, который орден учинен в память бытности ее величества в баталии с турки у Прута, где в такое опасное время не яко жена, но яко мужская персона видима всеми была.
Очевидцы и участники Прутского похода не подтверждают такой заслуги Екатерины Алексеевны, тем более что на взятку великому визирю было выделено 150 тыс. казённых рублей, однако отмечают достойное поведение царицы в походе, бывшей в то время на седьмом месяце беременности.
Больше награждений при Петре I не было. Вступив на престол, Екатерина Алексеевна пожаловала знаками ордена дочерей Петра — Анну и Елизавету (впоследствии императрица). Всего во время её царствования было выдано восемь наград.
Орден стал высшей наградой для дам, а также для поощрения заслуг их мужей. В 1797 году Павел I законодательно закрепил обычай, по которому каждая родившаяся великая княжна получала орден Святой Екатерины, за счёт этого количество награждений резко возросло. Число награждаемых ограничивалось 12 дамами для ордена 1-й ст. и 94 — для ордена 2-й ст., исключая из этого числа членов царской семьи.
В статуте не были указаны заслуги, за которые следует награждать. Основанием для награждения традиционно служило просветительство. Награждённым также вменялись в обязанности дела благотворительности, в том числе выкуп на свои средства попавшего в варварский плен христианина, попечение об Училище ордена для воспитания благородных девиц.

### После 1917 года
Награждение орденом было прекращено в 1917 году в связи с ликвидацией института императорской власти. Существует как династическая награда Романовых (о награждениях орденом после 1917 г. см.: статья Пожалования титулов и орденов Российской империи после 1917 года).

### Современный аналог
Указом Президента Российской Федерации за № 573 от 3 мая 2012 года «Об учреждении ордена Святой великомученицы Екатерины и знака отличия „За благодеяние“» был учреждён сходный с историческим новый орден — Святой великомученицы Екатерины.
На аукционе в 2008 году бриллиантовая звезда к ордену Св. Екатерины, изготовленная в 1870-х гг. с бриллиантами общим весом в 15,92 карата, была продана за 26 миллионов рублей (более миллиона долларов США). В 2012 году Аукционный дом «ЗнакЪ» предварительно оценил знак ордена Св. Екатерины Большого креста (2-я половина XIX в.) в 15 миллионов рублей (ок. 480 тыс. долларов США).
Обычай перевязывать новорожденных девочек красной лентой, а новорождённых мальчиков — голубой лентой, восходит к вышеупомянутому указу Павла I награждать каждого родившегося великого князя при крещении орденом Святого апостола Андрея Первозванного, а великих княжон — орденом Святой Екатерины.

## Характеристика

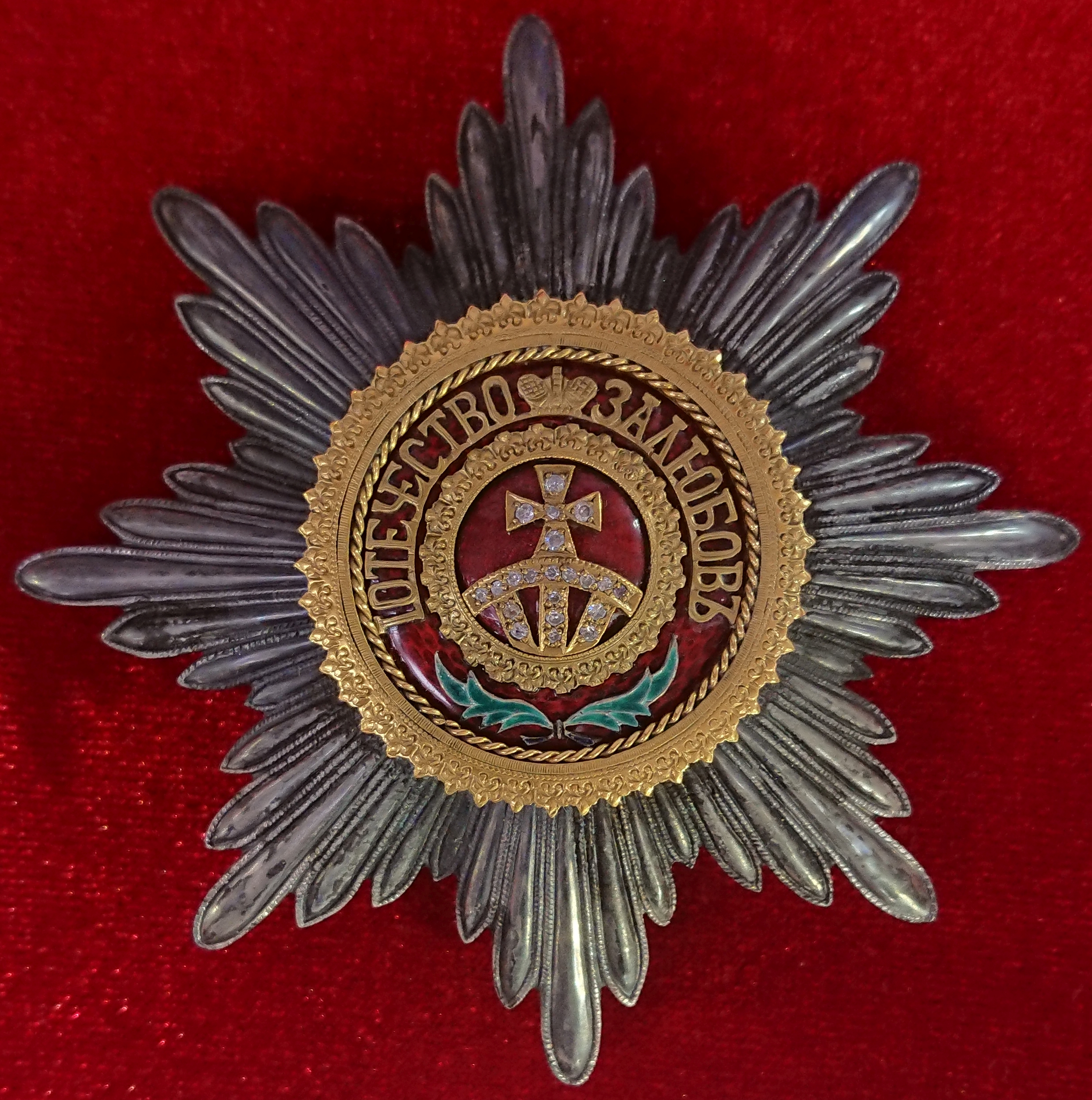
Звезда ордена Святой Екатерины. Вторая половина XIX века
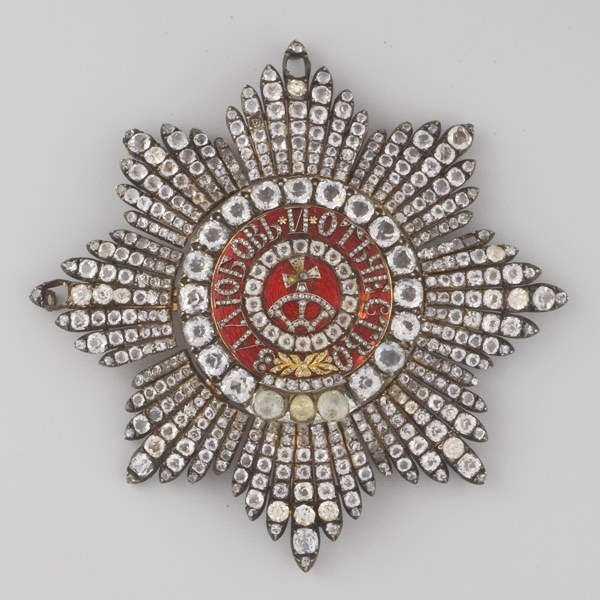
Бриллиантовая звезда
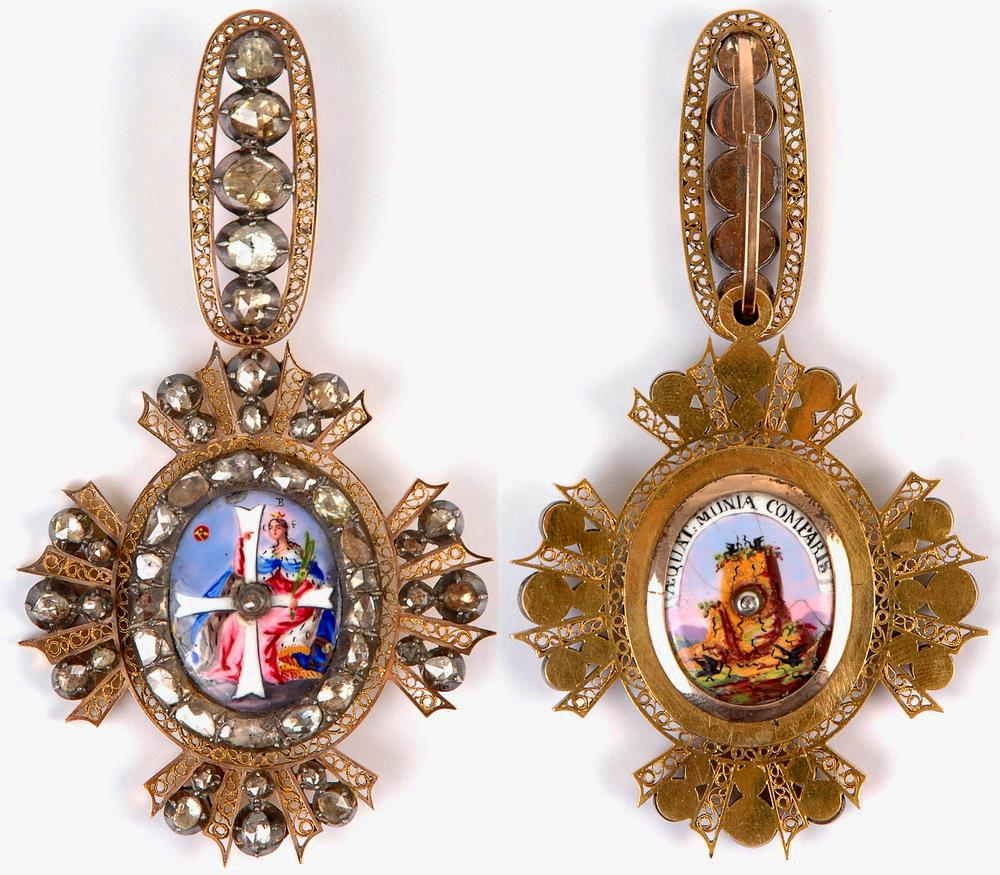
Знак к ордену Святой Екатерины (лицевая и обратная стороны)
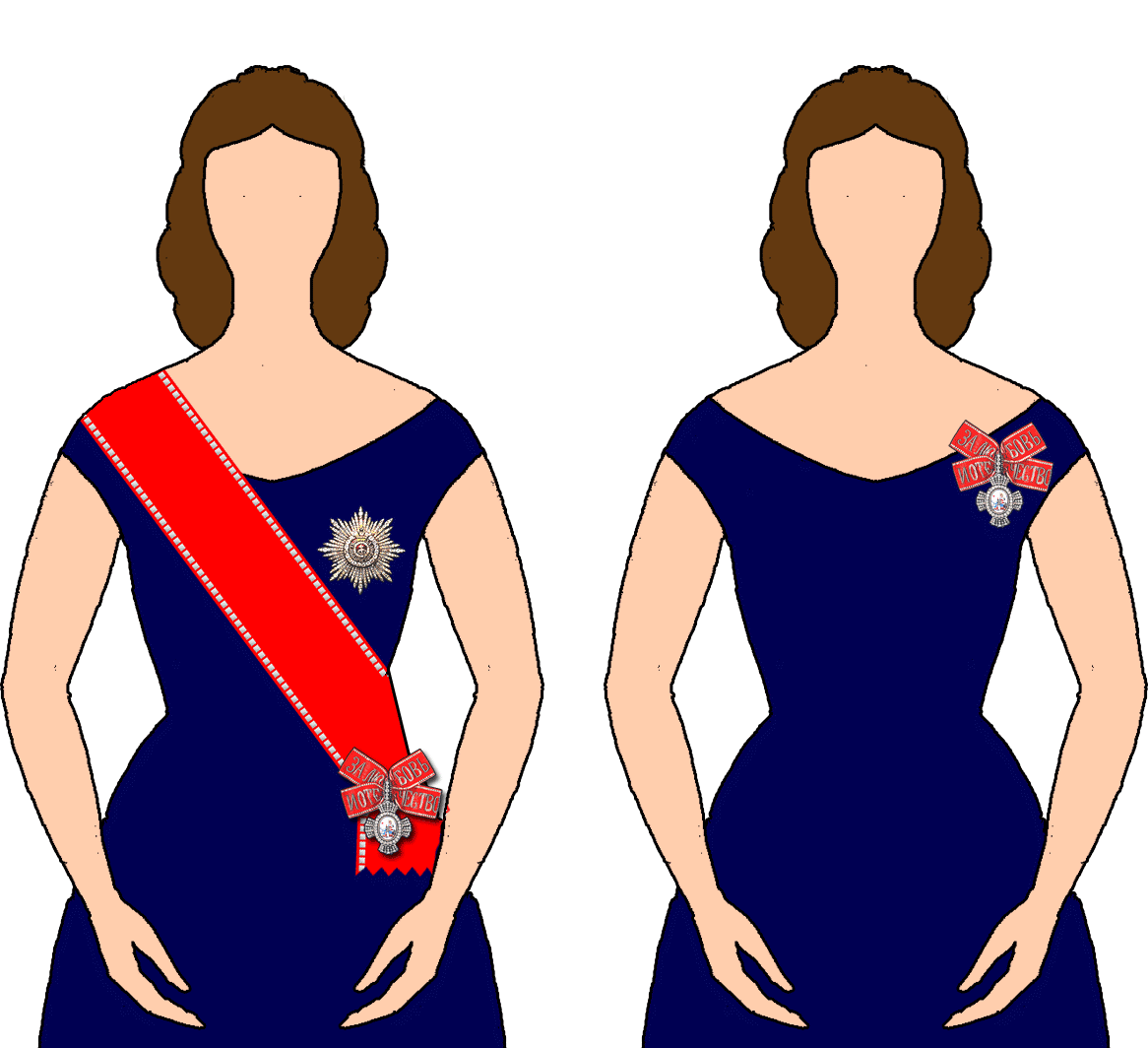
Схема размещения орденских знаков Ордена Св. Екатерины. Слева размещение орденских знаков дам большого креста, справа — дам малого креста (кавалерственных дам)

### Описание
Орден имел две степени, его знаки Большого и Малого креста (награждённые им именовались также «кавалерственными» дамами) отличались размером и отделкой драгоценными камнями. По указу императора Александра II (1856 год) кресты I степени украшались бриллиантами, II степени — алмазами. На кресте ордена с лучами, украшенными драгоценными камнями, находится овальный медальон в золотой оправе, в центре изображена сидящая святая Екатерина с большим крестом (в центре его маленький бриллиантовый крестик) и пальмовой ветвью в руках, над изображением — литеры СВЕ (Святая Великомученица Екатерина) В углах большого креста — латинские буквы DSFR: лат. Domine, salvum fac regum — «Господи, спаси царя». На обратной стороне финифтью была нарисована чета орлов, истребляющая змей, у подножия руин башни, наверху которой — гнездо с птенцами, и надпись на латинском языке: «Aquat munia comparis» — «Трудами сравнивается с супругом».
В медальоне, расположенном в центре серебряной восьмиконечной звезды, в красном поле изображён крест, а по окружности — девиз ордена: «За любовь и Отечество».
Знак Большого креста носился через правое плечо на ленте шириной 10 см (первоначально белая с золотой каймой; с 1797 года — красная с золотой каймой), к нему полагалась восьмиконечная звезда, которая носилась на левой стороне груди. Знак Малого креста носился на левой стороне груди на банте из белой ленты, на котором был начертан девиз ордена. Впоследствии цвет ленты так же был изменён на красный с серебряной каймой.
Всего за два столетия орденом были награждены 734 дамы, из них более 310 удостоились 1-й степени, в том числе княгиня Е. П. Баратынская (1762); княгиня Екатерина Романовна Дашкова (1762); светлейшая княгиня Варшавская, графиня Елизавета Алексеевна Паскевич-Эриванская (1846), графиня Юлия Фёдоровна Баранова (1856).

### Статут ордена
Извлечения из Статута Императорского ордена Св. Великомученицы Екатерины:

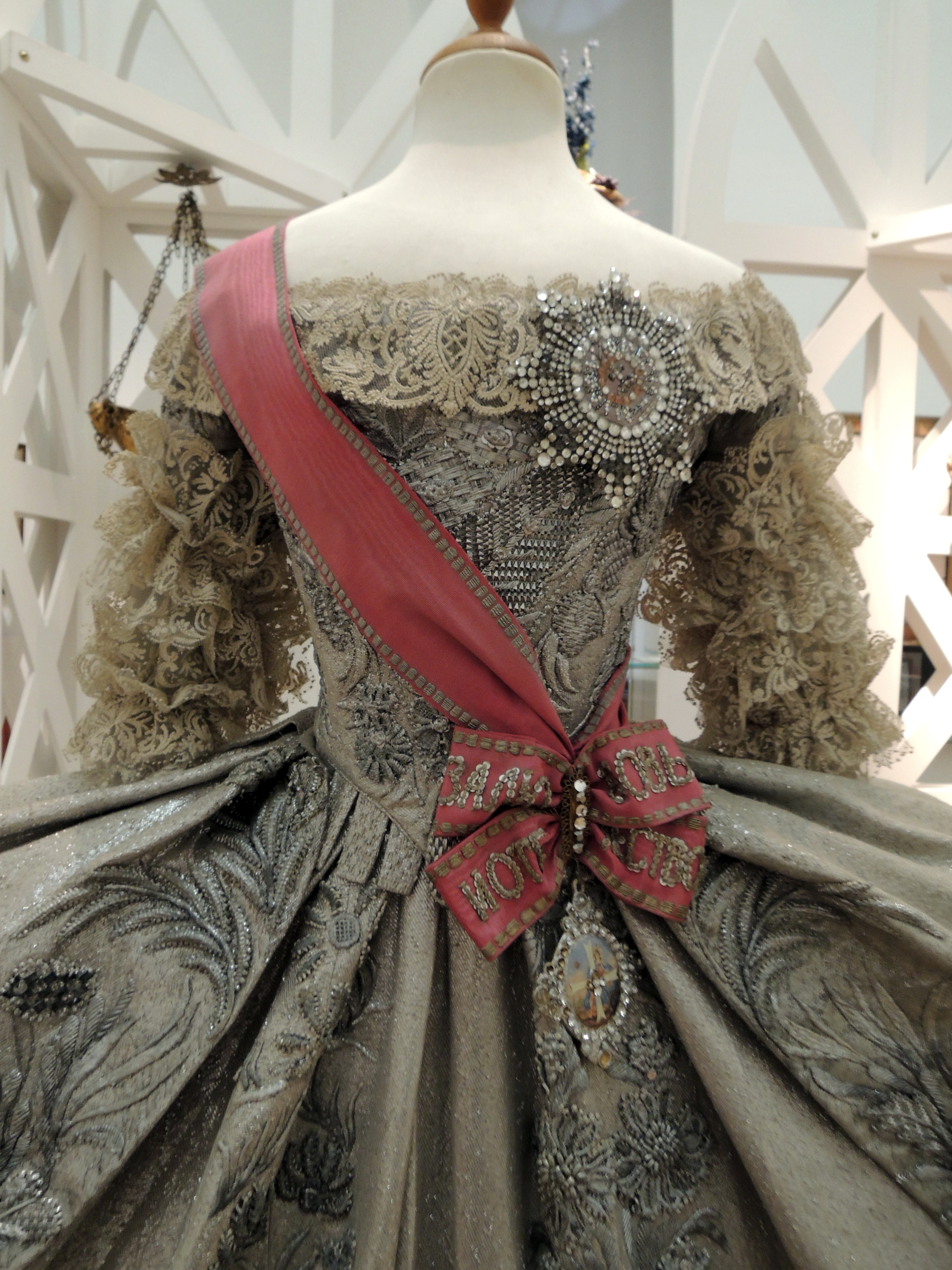
Свадебное платье великой княгини Екатерины Алексеевны (Екатерины II), 1745 год, с Орденом св. Екатерины (реплика)

- Орден Св. Великомученицы Екатерины имеет два разделения или степени: первая — дам большого креста; вторая — дам меньшего креста или кавалерственных.
- Знаки сего ордена суть следующие:

1) Лента красная с серебряной каймою, носимая чрез правое плечо.
2) Белый крест в руках Св. Екатерины, в самом же центре его другой меньший крест, украшенный лучами; между спицами креста четыре латинские буквы: D.S.F.R., означающие: лат. Domine salvum fac Regem — Господи, спаси Царя! (начало стиха в 19 Псалме). На банте, к которому сей крест привязан, серебряными словами изображен орденский девиз: «За любовь и отечество».
3) Звезда серебряная, в середине которой на красном поле серебряный крест на таком же полукружии, а в окружности изображён золотыми буквами орденский девиз.
- Крест дам большого креста отличается величиною от меньшего креста кавалерственных дам, носимого на левой стороне.
- В первой степени или дам большого креста, исключая особ Императорского Дома или других Государских фамилий, сею почестью украшаемых, имеет быть двенадцать, во второй же девяносто четыре.
- Для шести дам большого креста или первой степени ордена Св. Екатерины назначается на пенсии ежегодно две тысячи триста двадцать рублей. Для восемнадцати дам кавалерственных на пенсии полагается ежегодно две тысячи сто пятьдесят рублей, с определением, в числе сих пенсий, трёх вакансий для духовных лиц.

### Устав
Устав ордена Святой Екатерины был составлен в 1713 году и подтверждён Установлениями о российских императорских орденах 1797 года.
- Начальницей, или Ординомейстером, ордена Святой Екатерины являлась императрица, а Наместницей, или Диакониссой, — супруга наследника престола. Если у наследника супруги не было, Наместницей становилась старшая из великих княгинь.

В случае кончины императора вдовствующая императрица сохраняла своё положение, а супруга царствующего императора до её смерти оставалась Диакониссой.
- Орденом могли быть награждены только лица дворянского происхождения, в том числе иностранки.

Великие княжны получали орден Святой Екатерины I степени при крещении, княжны императорской крови — по достижении совершеннолетия.
- Пожалование ордена зависело от Начальницы и производилось часто «во внимание к заслугам» родителей или супругов дам. Каждая награждаемая приносила присягу государю в присутствии Начальницы и бывших при дворе дам «большого креста» и «кавалерственных дам».
- Награждённые вносили в Капитул российских орденов единовременно плату на богоугодные заведения: 400 рублей (I степени) или 250 рублей (II степени).
- Орденский праздник — 24 ноября ст. стиля.
- Орденская церковь — церковь Святой Екатерины при Училище для воспитания благородных девиц в Санкт-Петербурге.
- Екатерининский зал Большого Кремлёвского дворца, посвящённый ордену Святой Великомученицы Екатерины, является тронным залом для императриц.

Согласно указу Павла I от 5 апреля 1797 года, с указанной даты церемониймейстер двора по чину являлся также церемониймейстером классов Святой Екатерины, Святого Александра и Святой Анны Российского кавалерского ордена (Орденского капитула, переименованного в 1832 году в Капитул российских императорских и царских орденов). С 1826 года численность лиц, одновременно имеющих чин церемониймейстера, стала превосходить две штатные единицы, установленные Павлом I — поэтому статус церемониймейстера ордена имели не все церемониймейстеры двора.

### Орденские одежда и храм

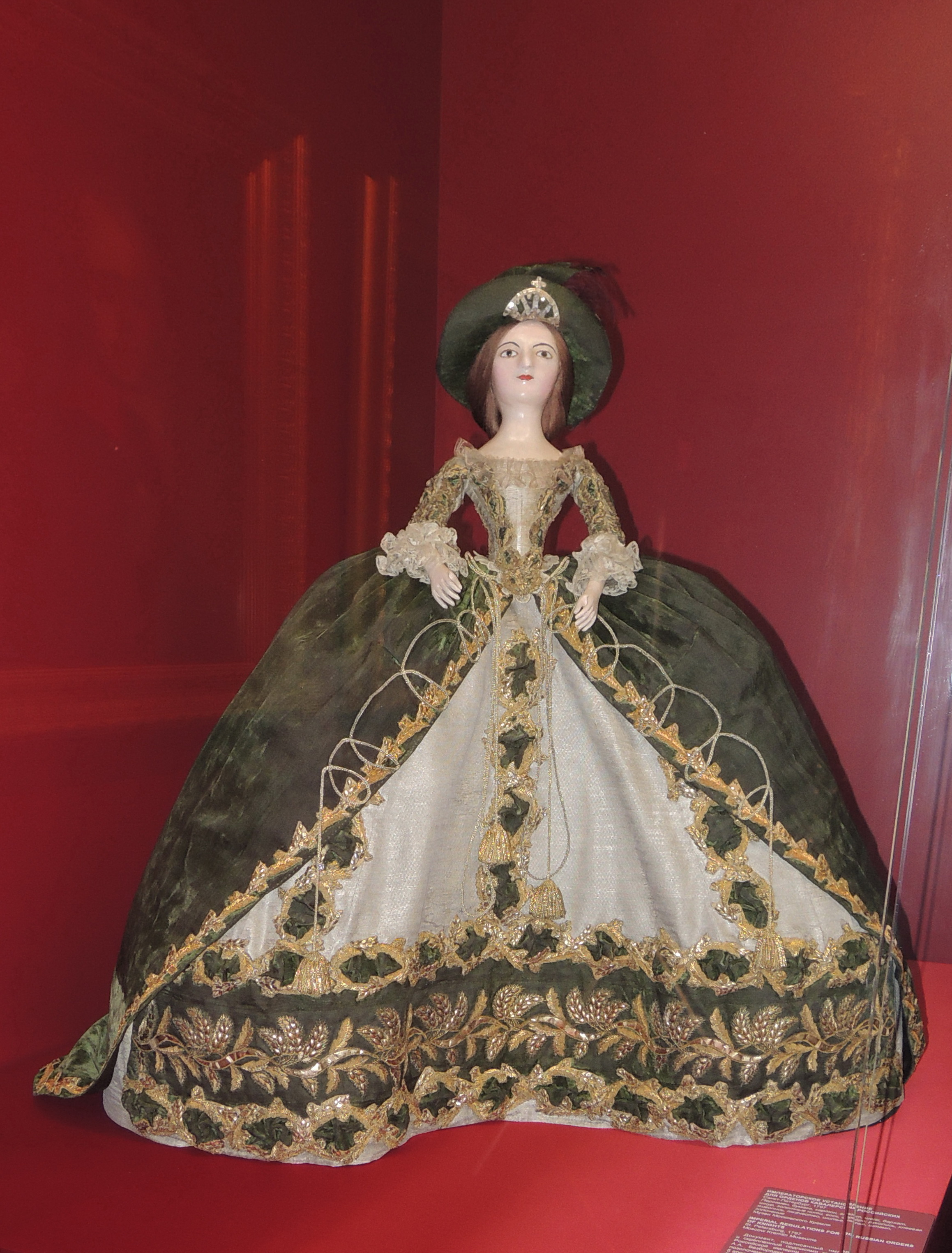
Кукла в платье ордена святой Екатерины. Западная Европа, 1798. Служила образцом при создании церемониальных платьев для кавалерственных дам Большого креста. Образец установлен Павлом I

В шестом параграфе «Установления для российских орденов» приведено описание церемониального костюма для кавалерственных дам Ордена святой Екатерины: «Серебряного глазета, по местам вышитое золотом с золотыми снурками и кистями, шлейф же зелёный бархатный; а у великих княгинь и великих княжон наших, тако ж должны быть длиннее прочих, а у её Величества Императрицы и сих длиннее. Шляпы у всех зеленые бархатные, на коих полукружие у её Величества алмазное, с яхонтами, и более других; великие княгини и великие княжны наши, тако ж принцессы коронованных дворов, носят полукружие с алмазами, а прочие — серебром вышитые». Начальница ордена Святой Екатерины сверх того носила зелёную с горностаями епанчу и орденские знаки больших размеров.
С 1845 года орденским храмом была церковь Святой Екатерины при Училище ордена.
- Единственный раз орденом Святой Екатерины 5 февраля 1727 года был награждён мужчина — сын А. Д. Меншикова Александр. После падения отца, всесильного князя Меншикова, Меншиков-младший по указанию Петра II был лишён всех своих наград.

### Награждения

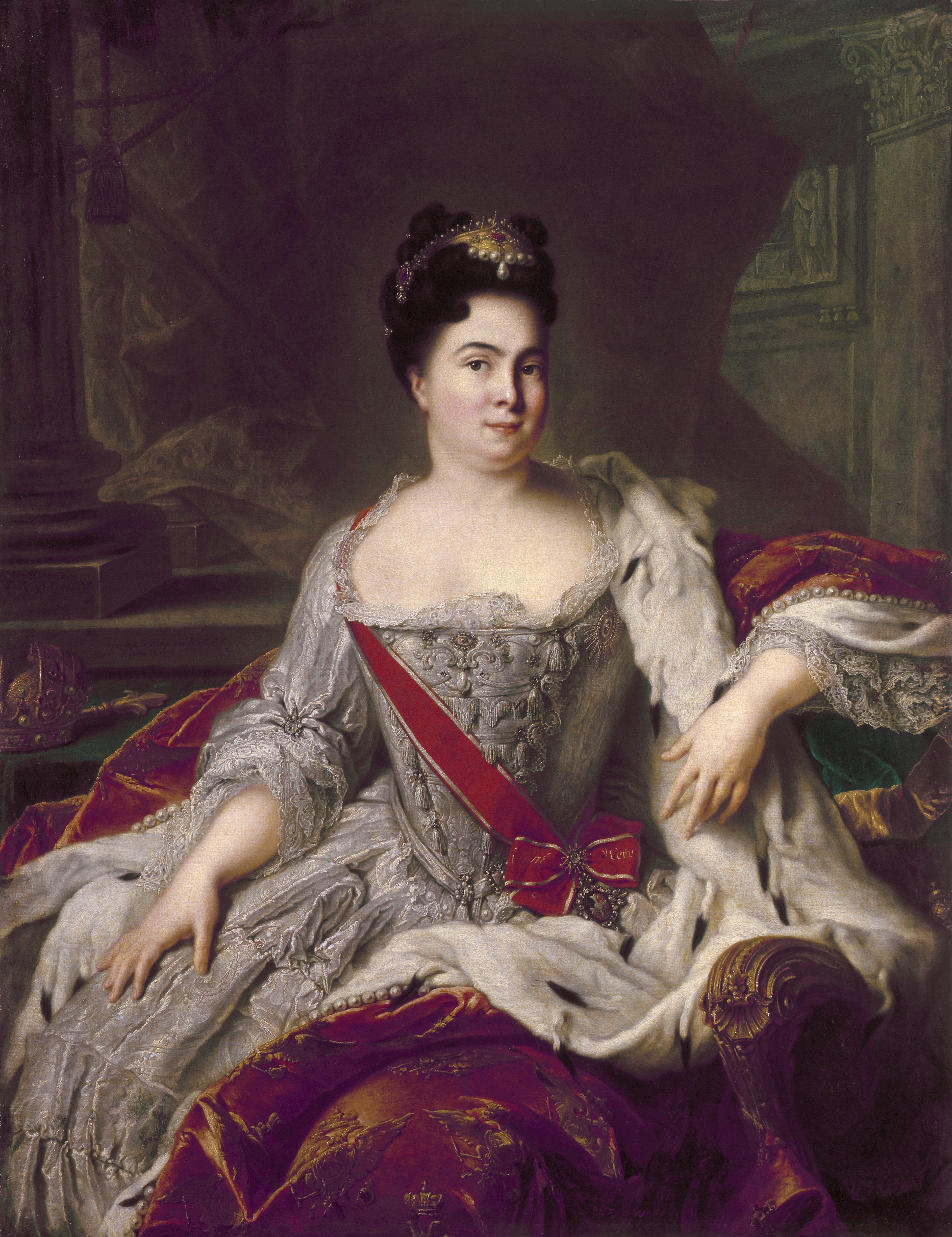
Екатерина I с орденом в честь самой себя в 1717 г.
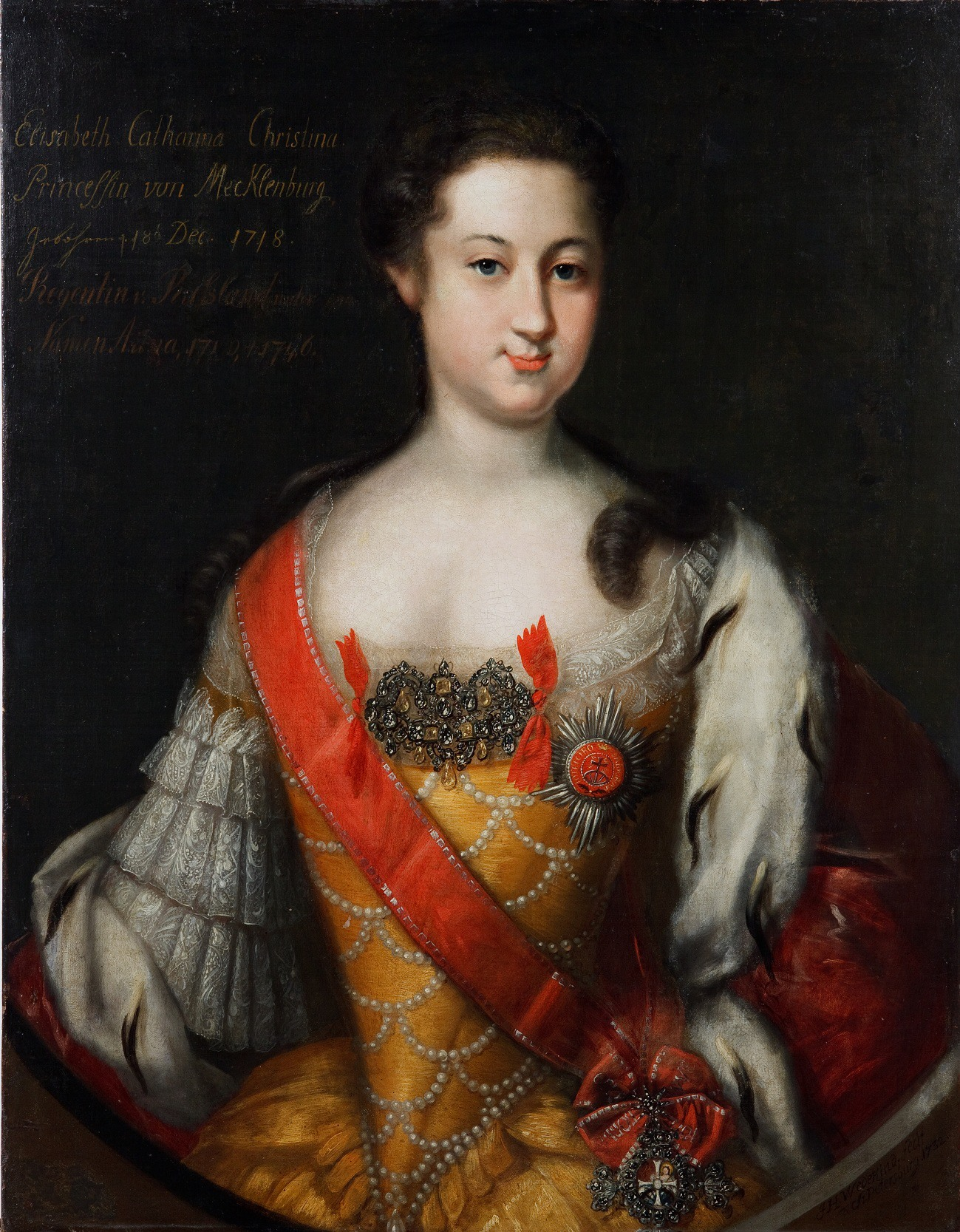
Анна Леопольдовна, регент при императоре-младенце в 1740—41 гг.
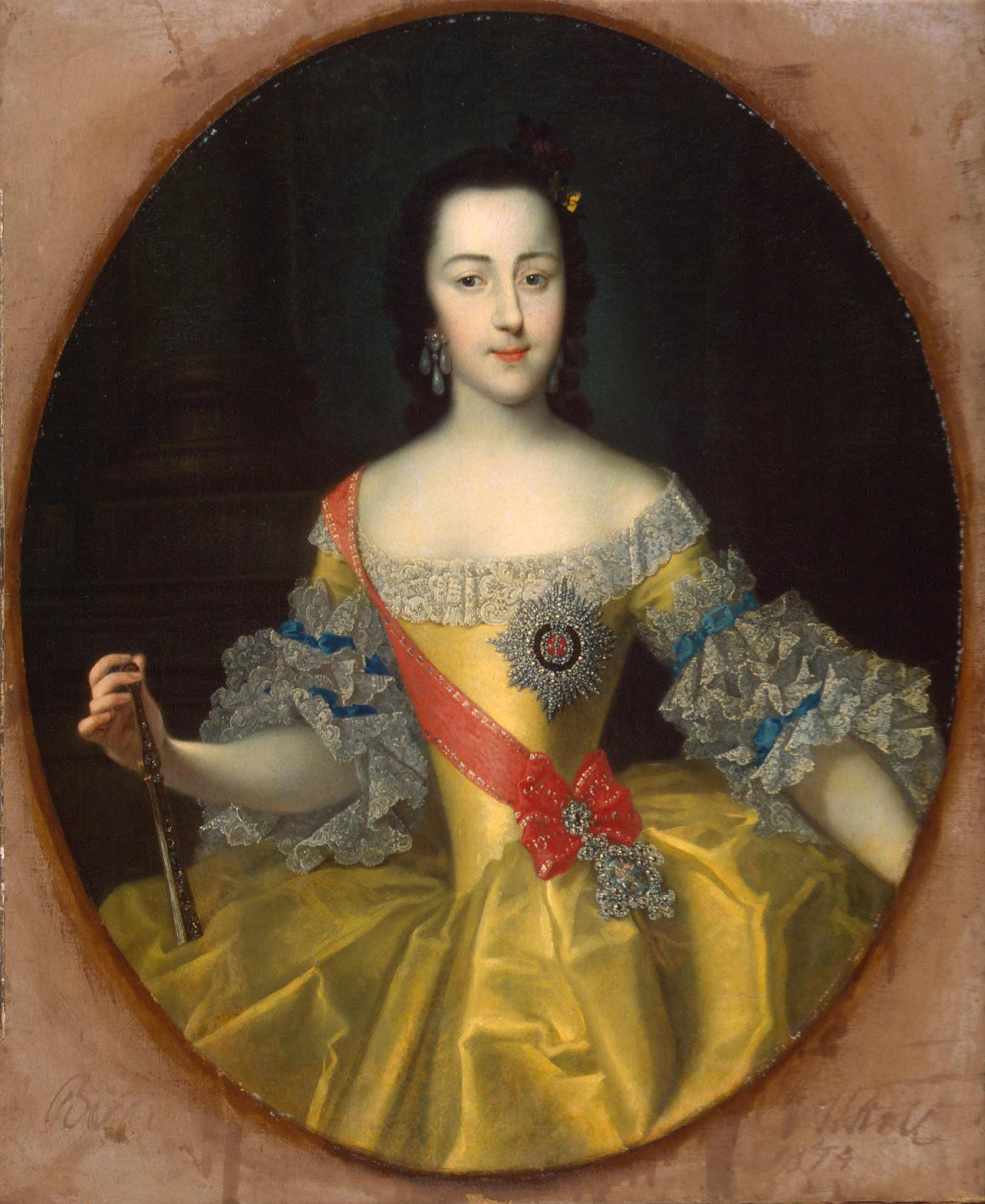
Великая княгиня Екатерина Алексеевна (будущая Екатерина II) в 16 лет

- Орденом Св. Екатерины были награждены, кроме Екатерины I, две её и Петра I дочери Анна (21 мая 1725) и Елизавета (18 декабря 1725); три дочери формального соправителя Петра, царя Иоанна Екатерина, Анна и Прасковья Иоанновны (все три — 6 января 1726), а также Наталья Алексеевна, внучка Петра I. Первыми особами не царской крови, удостоившимися ордена, стали жена Александра Даниловича Меншикова Дарья Михайловна и их 13-летний[12] сын Александр[13]. А через два года этот орден получили обе дочери Меншикова, Мария и Александра, и сестра его жены Варвара.
- Вручался орден женщинам и за военные заслуги. 21 мая 1789 года в ходе русско-шведской войны небольшой 24-пушечный русский бриг «Меркурий» капитана Р. В. Кроуна атаковал и захватил 44-пушечный шведский фрегат «Венус». За этот бой Екатерина II наградила Кроуна орденом Святого Георгия 4-й степени и произвела в капитаны 2-го ранга. А вот жена капитана, Марфа Ивановна Кроун, которая оказывала помощь раненым в ходе боя, удостоилась от императрицы второй по старшинству награды Российской империи, ордена Святой Екатерины.

Оффициалы Ордена:
- С 22 апреля 1840 — церемонимейстер: граф Александр Михайлович Борх[14]
- С 2 сентября 1834 — секретарь: Петр Александрович Курбатов[14]
- Герольды:
  - C 9 февраля 1842 — князь Григорий Петрович Трубецкой[14]
  - С 25 января 1845 — Валериан Петрович Свечин[14]